# Laura San Giacomo
Laura San Giacomo (Hoboken, Nueva Jersey, 14 de noviembre de 1962) es una actriz de cine y televisión estadounidense. Alcanzó la fama luego de su papel en la película de Steven Soderbergh Sex, Lies, and Videotape y de su participación en el éxito de taquilla de 1990: Pretty Woman. Ha participado en series de televisión, películas para televisión, teatro y cine.

## Vida privada
Hija de MaryJo y John San Giacomo, Laura nació el 14 de noviembre de 1962 en Hoboken, Nueva Jersey, Estados Unidos. Se crio en la ciudad cercana de Denville. Acudió a la escuela secundaria Morris Knolls, donde protagonizó varias obras escolares.
Ya en la universidad, Carnegie Mellon School of Drama de Pittsburgh, se graduó con un título de Bellas Artes, especializado en actuación. Luego de la graduación se mudó a Nueva York. Allí comenzó su carrera en televisión y teatro.
En 1990, la actriz contrajo matrimonio por primera vez con Cameron Dye. En 1996, tuvieron un hijo, Mason Alan Dye, que lamentablemente sufre de parálisis cerebral. Debido a esto, Laura da un importante apoyo a las causas de igualdad educacional para todos los niños y ha asistido al Concierto “Voces para el Cambio” a Beneficio de los Niños con Discapacidades y a la Gala “Amigos encontrando una cura” en beneficio del Proyecto ALS.

## Vida profesional
Laura comenzó su carrera participando en series de televisión como Spenser, detective privado y Crime Story y actuando en obras teatrales como Beirut, Italian American Reconciliation y The Love Talker.
En 1989 se estrenó Sex, Lies, and Videotape, un film ganador del premio mayor del Festival de Cine de Cannes y dirigido por Steven Soderbergh, en el que la actriz encarnó a Cynthia Bishop, hermana del personaje de Andie MacDowell. Su actuación en la película le valió una nominación a los premios Golden Globe y gran aprobación de los críticos del medio.
Al año siguiente, la popularidad de la actriz aumentó tras aparecer en la exitosa película Pretty Woman, protagonizada por Julia Roberts y Richard Gere. En ella, la actriz representó a la prostituta Kit De Luca, amiga y compañera de piso del personaje de Roberts.
Durante la primera mitad de la década de 1990, San Giacomo trabajó en varios filmes (Vital Signs, Once Around, Under Suspicion, Nina Takes a Lover). También participó en la miniserie, dirigida por Mick Garris, The Stand de Stephen King, tal vez en uno de los papeles más destacados de toda su carrera, dando vida a Nadine Cross. También prestó su voz a la serie animada Gargoyles.
Luego del nacimiento de su hijo, Laura decidió participar en un proyecto de televisión que le permitiera pasar más tiempo en casa y protagonizó la serie Just Shoot Me!. En la serie, la actriz encarnaba a Maya Gallo, una periodista que comienza a trabajar en una revista de modas dirigida por su padre. El elenco se completaba con George Segal, Wendie Malick, Enrico Colantoni y David Spade. El programa fue cancelado en 2003 después de 148 episodios.
A partir de ese año, pudo verse a la actriz en los films Checking Out (2005) y Havoc (2005). En 2006, tuvo una participación en la serie Verónica Mars, donde se reunió con su excompañero de elenco, Enrico Colatoni. Ese mismo año comenzó a trabajar en la serie para televisión Saving Grace, protagonizada por Holly Hunter (con la que ya había trabajado en Once Around), encarnando a su mejor amiga, Rhetta Rodríguez.
En 2010 interpretó el papel de testigo y luego amiga de Mary McCormack en la serie In Plain Sight.

## Filmografía

### En cine
- Miles from Home (1988)
- Sex, Lies, and Videotape (1989)
- Pretty Woman (1990)
- Vital Signs (1990)
- Quigley Down Under (1990)
- Once Around (1991)
- Under Suspicion (1991)
- Where the Day Takes You (1992)
- The Stand (1994)
- Nina Takes a Lover (1994)
- Stuart Saves His Family (1995)
- Suicide Kings (1997)
- Gargoyles: Brothers Betrayed (voz) (1998) (video)
- With Friends Like These (1998)
- Eat Your Heart Out (2000)
- A House on a Hill (2003)
- Checking Out (2005)
- Havoc (2005)
- Honey Boy (2018)[2]

### En televisión
- Spenser, detective privado (1987) – 2 episodios
- Crime Story (1988) – 1 episodio
- The Equalizer (1989) – 1 episodio
- Miami Vice (1989) – 1 episodio
- The More You Know (1989)
- For Their Own Good (1993) – película para TV
- The Stand (1994) – 3 episodios
- Fallen Angels (1995) – 1 episodio
- The Right to Remain Silent (1996) – película para TV
- The Good, the Bad & the Beautiful (narradora) (1996) – película para TV
- Gargoyles (voz) (1994-1996) – 14 episodios
- Gargoyles: The Goliath Chronicles (voz) (1996) – 4 episodios
- Stories from My Childhood (1998) – 1 episodio
- Batman Beyond (voz) (1999) – 1 episodio
- Sister Mary Explains It All (2001) – película para TV
- Jenifer (2001) – película para TV
- Hollywood Squares (1999-2001) – 11 episodios
- The Electric Piper (voz) (2003) – película para TV
- Just Shoot Me! (1997-2003) – 149 episodios
- The Handler (2003) – 1 episodio
- Snapped (narradora) (2004) – serie
- Unscripted (2005) – 1 episodio
- Related (2006) – 1 episodio
- Veronica Mars (2006) – 3 episodios
- Saving Grace (2007-2009)
- In Plain Sight (2010) - Episodio "Death becomes her"
- Medium (2010) - Episodio "The People in Your Neighborhood"
- The Defenders (2010) Temporada 1, episodio: "5 Nevada Vs. Senador Harper" - Jueza Anna Desanti
- El mentalista temporada 5 capítulo 22
- NCIS(NAVY)
- Santa Cláusula: Un nuevo Santa (2022-2023), "Befana".

## Premios y nominaciones
| Año  | Ente                                   | Premio                                      | Serie / Film            | Resultado |
| ---- | -------------------------------------- | ------------------------------------------- | ----------------------- | --------- |
| 1989 | L.A. Film Critics Association Awards   | New Generation Award                        | ---                     | Ganadora  |
| 1990 | BAFTA Award                            | Mejor Actriz de Reparto                     | Sex, Lies and Videotape | Nominada  |
| 1990 | CFCA Award                             | Mejor Actriz de Reparto                     | Sex, Lies and Videotape | Ganadora  |
| 1990 | CFCA Award                             | Actriz Emergente                            | Sex, Lies and Videotape | Ganadora  |
| 1990 | Golden Globe                           | Mejor Actriz de Reparto                     | Sex, Lies and Videotape | Nominada  |
| 1990 | Independent Spirit Award               | Mejor Actriz de Reparto                     | Sex, Lies and Videotape | Ganadora  |
| 1999 | Golden Globe                           | Mejor Actriz en una serie musical o comedia | Just Shoot Me!          | Nominada  |
| 2001 | Golden Satellite Award                 | Mejor Actriz en una serie musical o comedia | Just Shoot Me!          | Nominada  |
| 2005 | Palm Beach International Film Festival | Mejor Actriz                                | Checking Out            | Ganadora  |

## Trivia
- Iba a protagonizar una película sobre la vida de Frida Kahlo pero el proyecto fue cancelado debido a la presión de los fans, que insistieron en que el papel fuera interpretado por una mexicana. Finalmente la mexicana Salma Hayek protagonizó una versión.
- En la película Vital Signs, trabajó junto a la actriz argentina Norma Aleandro.
- Es prima de Torry Castellano, del grupo musical de rock The Donnas.